# 山内義文
山内 義文（やまうち よしふみ、1893年（明治26年）7月 - 1945年（昭和20年）1月19日）は、日本の内務・警察官僚。官選県知事。陸軍司政長官。旧姓・伊藤。

## 経歴
三重県出身。伊藤茂右衛門の四男として生まれ、山内家（本籍:愛知県）の養子となる。第八高等学校を卒業。1918年7月、京都帝国大学法科大学政治経済学科を卒業。1919年10月、高等試験行政科試験に合格。1920年、内務省に入省し警保局嘱託となる。
以後、高知県警部・警務課長、神奈川県警視・監察官、福井県警視・特別高等課長、山口県書記官・警察部長、岐阜県書記官・警察部長、熊本県書記官・警察部長、和歌山県書記官・警察部長、高知県書記官・総務部長、鹿児島県書記官・総務部長、静岡県書記官・総務部長などを歴任。
1940年4月9日、岩手県知事に就任。戦時体制の整備に尽力。1942年6月15日、長崎県知事に転任。戦時緊縮財政を継続した。
1944年8月1日、陸軍司政長官に発令され、香港占領地総督部総務長官に就任。在任中の1945年1月19日、「南支那方面ニ於テ戦死」した。

## 栄典
- 1940年（昭和15年）8月15日 - 紀元二千六百年祝典記念章[9]